# Axenyllodes
Genre
Axenyllodes est un genre de collemboles de la famille des Odontellidae.

## Distribution
Les espèces de ce genre se rencontrent en zone holarctique.

## Liste des espèces
Selon Checklist of the Collembola of the World (version du 4 octobre 2019) :
- Axenyllodes americanus Vázquez & Palacios-Vargas, 1989
- Axenyllodes bayeri (Kseneman, 1935)
- Axenyllodes britannicus Thibaud, 2006
- Axenyllodes caecus (Gisin, 1952)
- Axenyllodes clevai Thibaud, 1995
- Axenyllodes echinatus Fjellberg, 1988
- Axenyllodes ghilarovi (Martynova, 1964)
- Axenyllodes japonicus Tamura & Yue, 1999
- Axenyllodes marci Thibaud & Peja, 1996
- Axenyllodes microphthalmus Fjellberg, 1995
- Axenyllodes minitaurus (Ellis, 1976)
- Axenyllodes monoculatus (Jordana & Ardanaz, 1981)
- Axenyllodes nematodes Fjellberg, 1995
- Axenyllodes sinensis Tamura & Yue, 1999
- Axenyllodes ukrainus Thibaud & Taraschuk, 1997

## Publication originale
- Stach, 1949 : The Apterygotan fauna of Poland in relation to the world-fauna of this group of insects. Families: Neogastruridae and Brachystomellidae. Acta monographica Musei Historiae Naturalis, Kraków, p. 1-341.